# Бусси-суль-Тирино
Бусси-суль-Тирино (итал. Bussi sul Tirino) — коммуна в Италии, расположена в регионе Абруццо, подчиняется административному центру Пескара.
Население составляет 2977 человек, плотность населения составляет 115 чел./км². Занимает площадь 26 км². Почтовый индекс — 65022. Телефонный код — 085.
Покровителем населённого пункта считается  священномученик Власий Севастийский. Праздник ежегодно празднуется 3 февраля.